# Provincia di Tawi-Tawi
Tawi-Tawi è un'isola ed una provincia filippina appartenente alla Regione Autonoma nel Mindanao Musulmano. Estremo sud-occidentale del Paese, in prossimità delle coste del Borneo, compresa tra il Mare di Celebes e il Mare di Sulu, ha come capoluogo Bongao.

## Storia
Vi sono prove di esistenza del genere umano nella zona datate tra il 6810 e il 3190 a.C., che indicano una delle più antiche presenze dell'uomo nel sud-est asiatico. Le ossa, conchiglie, vasi e altri artefatti e fossili sono stati trovati nel Bolobok Rock Shelter Cave Archaeological Site, dichiarato nel 2017 un Tesoro Culturale Importante da parte del governo.
Nel 1380, fu costruita la prima moschea delle Filippine, la Moschea di Sheik Karimol Makhdum, fondata dal missionario e commerciante arabo Makhdum Karim. L'area fu massicciamente convertita all'Islam, soprattutto dopo la fondazione del sultanato di Sulu, nell'omonima provincia vicina, anche se alcuni popoli, come i Sama per la maggior parte, mantennero le loro tradizioni animiste. Tawi-Tawi divenne una delle tre province del sultanato durante il suo concepimento, e divenne uno dei suoi capisaldi durante il suo crepuscolo. L'influenza del sultanato nell'area è ancora oggi presente, nonostante la sua dissoluzione nel tardo XX secolo. Data la determinazione del sultanato di Sulu nel difendere la regione e quelle simili contro gli spagnoli, la regione ha conservato le sue culture islamica e Bajau.
Il porto di Tawi-Tawi fu una delle basi principali della flotta sud-occidentale della Marina imperiale giapponese durante la Seconda guerra mondiale.
L'11 settembre 1973, il 302° decreto presidenziale portò all'istituzione della provincia di Tawi-Tawi, separandola da Sulu. La sede del governo provinciale fu inizialmente la municipalità di Balimbing, ma fu spostata a Bongao il 4 aprile 1979 in virtù del Batas Pambansa Blg. 24.

## Geografia fisica
La provincia di Tawi-Tawi, formata dall'isola omonima e da altre isole e isolotti (107 in tutto) facenti parte dell'arcipelago di Sulu (più Mapun e Turtle Islands nel mare di Sulu), è il territorio più meridionale delle Filippine e sono molto vicine alle coste del Borneo malese (le piccole Turtle Islands sono a 20 km dalla costa della Malaysia). La provincia filippina più vicina, a nord-est, è quella di Sulu, più distante Basilan e ancora oltre la penisola di Zamboanga e Mindanao. L'isola di Tawi-Tawi ha una forma allungata, in direzione est-ovest, ed è bagnata a nord dal mare di Sulu e a sud dal mare di Celebes.
Le diverse isole di questa provincia si differenziano molto per conformazione e paesaggio: alcune sono basse con ampie spiagge, altre con rilievi e coste rocciose.

## Geografia antropica

### Suddivisioni amministrative
La provincia di Tawi-Tawi comprende 10 municipalità (solo 5 appartenenti all'isola principale).
- Bongao
- Languyan
- Mapun
- Panglima Sugala
- Sapa-Sapa
- Simunul
- Sitangkai
- South Ubian
- Tandubas
- Turtle Islands